# Lubiszyn (village)
Pour les articles homonymes, voir Lubiszyn.
Lubiszyn (prononciation : [luˈbiʂɨn]) est un village polonais de la gmina de Lubiszyn dans le powiat de Gorzów de la voïvodie de Lubusz dans l'ouest de la Pologne.
Le village est le siège administratif (chef-lieu) de la gmina appelée gmina de Lubiszyn.
Il se situe à environ 22 kilomètres à l'ouest de Gorzów Wielkopolski (siège du powiat).
Le village comptait approximativement une population de 770 habitants en 2013.

## Histoire
Avant 1945, ce village était sur le territoire allemand sous le nom de Ludwigsruh. (voir Évolution territoriale de la Pologne)
De 1975 à 1998, le village appartenait administrativement à la voïvodie de Gorzów.

Depuis 1999, il appartient administrativement à la voïvodie de Lubusz